# Šibeniční humor
Šibeniční humor je typ humoru, který vzniká v tísni a nesnázích, například za války nebo v bezprostředním ohrožení života. Je podobný černému humoru, ale podstatnou vlastností šibeničních vtipů je to, že jejich původcem je sám postižený.

## Příklady
U lékaře:

„Měl byste chodit více na vzduch, pěstovat sport.“

„Ale pane doktore, jakýpak sport mohu pěstovat v Terezíně?“

„Třeba se nechte zařadit do tran-sportu.“

V protektorátu vypukly nové popravy a všichni Češi už byli popraveni, až už zbývali z celého národa jen dva. Těm to ale změnili tak, že místo zastřelení měli být oběšeni.

„Ty,“ povídá jeden druhému, „je to dobrý. Už nemají munici.“

„Vyřiďte guvernérovi, že právě přišel o můj hlas.“

Poslední slova Christophera Emmetta, odsouzeného za vraždu a popraveného poté, co guvernér Tim Kaine odmítl jeho žádost o milost.